# Шевченко Віталій Федорович
Віта́лій Фе́дорович Шевче́нко (нар. 23 червня 1954, Ічня, Чернігівська область — 19 вересня 2018, Київ) — український політик, журналіст, письменник. Народний депутат України II, III, IV-го скликань. Голова Національної ради України з питань телебачення і радіомовлення (2005–2009).

## Життєпис

### Журналістика
Спершу Віталій Федорович зробив кар'єру здібного й активного журналіста, що «відчував» тему і відзначався великою працездатністю.
Друкуватися почав з десяти років. У 1970-80-х рр. займався самвидавом (редагував рукописні газети «Зірка», «Вуличні новини», «М'яч круглий», «За тихе життя», журнал «Прогрес», літературно-публіцистичний альманах «Водограй» та ін.), тож перебував під наглядом КДБ.
Певний слід в українській журналістиці Шевченко залишив екологічними публікаціями (зокрема, циклом статей за підсумками організованих ним екологічних експедицій школярів по Здвижу, Унаві, Десні та інших річках Полісся) чи циклом публікацій про юнаків, які загинули в Афганістані (близько 50 добірок у київській газеті «Молода гвардія», що прорвали цензурні заборони і були першими в українській журналістиці правдивими розповідями про жахливі наслідки війни, розв'язаної радянськими лідерами).
Навесні 1991 Шевченко вперше оприлюднив таємні документи про наслідки Чорнобильської катастрофи, а влітку того самого року виступив з циклом лекцій про аварію на ЧАЕС у кількох містах Канади, коли працював у газеті «Ukrainian News» (Едмонтон) як переможець всеукраїнського конкурсу молодих фахівців-ринковиків. У кількох виданнях України, Росії, Канади, США ці матеріали було опубліковано під назвами «Засекречений Чорнобиль» та "З грифом «Таємно», а восени 1991 р. їх було оприлюднено з трибуни Верховної Ради України (доповідь комісії з питань Чорнобильської катастрофи).

### Політика
Перш ніж піти в політику, активно освоював літературно-мистецькі пласти — рецензував новинки української літератури, готував літературно-драматичні передачі (близько 50 сценаріїв літературних композицій для Українського радіо, літературні радіопередачі для дітей, мистецькі телепередачі для молоді тощо).
Коли розпочиналися процеси національно-демократичного відродження України, Шевченко опинився у вирі політичних подій. Пізніше, після кількарічної роботи в парламенті, одне й друге — державна служба та журналістика — часом перепліталося в його діяльності, почергово щось виходило на передній план. Але Віталій завжди був яскравою постаттю і поміж політиків, державних діячів, і в середовищі журналістів та митців.
Шевченко — автор близько 10 законодавчих актів та численних законопроєктів з питань свободи слова та діяльності ЗМІ, виборчого права тощо. Зокрема, він як один із сподвижників ідеї створення в Україні суспільного телерадіомовлення був автором «рамкового» закону про систему суспільних аудіовізуальних ЗМІ (1997), першого проєкту Виборчого кодексу (1998), концепції роздержавлення українських ЗМІ (1999) та ін.
Різко реагував на факти утисків свободи слова та втручання влади в журналістику (захист незалежного радіо «Континент», виступи проти свавілля Держкомтелерадіо та проти цензури на державному телебаченні, публічні дебати з чиновниками адміністрації Президента Л.Кучми, які запроваджували т. зв. «темники»).
Колеги відгукуються про Шевченка як про педантичного, скрупульозного і послідовного чиновника. Очолювана ним Національної ради України з питань телебачення і радіомовлення перетворилася на впливовий контрольно-регуляторний орган з чітко відрегульованими функціями працівників апарату, стала прозорою для громадськості (відкриті засідання, щотижневі брифінги для ЗМІ, випуск офіційного вісника, залучення до роботи авторитетних медійників, підписання із загальнодержавними телерадіокомпаніями меморандумів про співпрацю тощо), розпочала активно співпрацювати з європейськими інституціями. У той час було запроваджено спершу обов'язкове ліцензування операторів кабельного телебачення (провайдерів програмної послуги), а згодом і обов'язкову програмну послугу, завдяки чому програми українських телекомпаній стали доступними глядачам на всій території України.
Тодішня Національна рада також зважилася на вилучення з кабельних телемереж зарубіжних програм, не адаптованих до вимог національного законодавства, що загострило й без того конфліктні стосунки з телепровайдерами та викликало негативну реакцію органів державної влади Росії (позаяк було припинено трансляцію програм кількох російських ТРК). Під час роботи Шевченка в Національній раді в ефірі українських теле- та радіокомпаній різко збільшилася частка україномовних програм та національного інформаційного продукту. Українська мова в ефірі — пріоритетний напрямок діяльності Національної ради на чолі з Шевченком, що стало причиною критики з боку деяких політичних сил.
Шевченко працював головним редактором та головою редакційної ради газети Час-Time (1994—1996), шеф-редактором якої був лідер Народного Руху України Вячеслав Чорновіл.

## Інше
Неодноразово включався експертами до списку ста найвпливовіших людей України.
Член Національної спілки журналістів України (з 1982 р.), Національної спілки письменників України (з 2012) та Національної спілки краєзнавців України (з 2013 р.).
Захоплення: фотосправа, екологічний туризм, мандри (автопоїздки багатьма країнами).

## Навчання, професійна підготовка
- Ічнянська восьмирічна школа № 3 Чернігівської обл. (1961—1969).
- Ічнянська середня школа № 5 Чернігівської обл. (1969—1971).
- Київський педагогічний інститут ім. Горького, філологічний факультет (1971—1975; спеціальність: українська мова та література).
- Народний університет робкорів, Київ (1973—1974; спеціальність: журналіст).
- Літературний інститут ім. Горького, Москва (1974—1975).
- Київський державний університет ім. Шевченка, факультет журналістики (1978—1983; спеціальність: журналістика).
- Мерія Вулвергемптону, Велика Британія (1995; досвід місцевого самоврядування).
- Рада Європи — Велика Британія (1995—1996; діяльність інституцій європейської співпраці).
- Європейський інститут адміністрування, Маастрихт — зі стажуванням у Бельгії, Нідерландах, США (2000—2001; спеціальність: права людини та інформація).

## Журналістська кар'єра
- Газета «Трудова слава», Ічня Чернігівської обл. — постійний позаштатний кореспондент (1969—1971).
- Газета «За педагогічні кадри» КДПІ ім. Горького, Київ — кореспондент (1972—1975).
- Газета «Друг читача», Київ — кореспондент відділу літератури і мистецтва (1975—1977).
- Видавництво «Мистецтво», Київ — старший редактор, завідувач редакцій масових фотовидань і туристської літератури та масових видань (1977—1989).
- Вступ до Спілки журналістів СРСР та до Спілки журналістів України (1982).
- Газета «Молода гвардія», Київ — власний кореспондент, відповідальний секретар (1989—1991).
- Газета «За Київським часом» — редактор (1990—1991).
- Журнал «Сільські обрії», Київ — редактор відділу, відповідальний секретар, заступник головного редактора, головний редактор (1991—1994).
- Газета «Ukrainian News», Канада — кореспондент в Едмонтоні, керівник корпункту в Україні (1991—1994).
- Газета «Наш час», Київ — оглядач з питань економіки та політики (1991—1994).
- Газета «Час/Time», Київ — головний редактор і голова редколегії(1994—1996).
- Комітет Верховної Ради України законодавчого забезпечення свободи слова та інформації — член Комітету (1994—1998).
- Комітет Верховної Ради України з питань свободи слова та інформації — секретар Комітету (1998—2002).

## Політична діяльність
- Участь у створенні Народного Руху України (1989—1991).
- Видання вісника національно-демократичних сил Фастівщини «У Хвастові», Київська обл. (1990—1994).
- Депутат Київської обласної ради, керівник опозиційної меншості (1990—1994).
- Голова Фастівської міськрайонної організації Руху Київської обл. (1992—1994).
- Здобуття перемоги Фастівської міськрайонної організації Руху на виборах до парламенту по м. Фастову та Фастівському району Київської обл. (1994).
- Народний депутат України від Фастівського виборчого округу № 213, член депутатської фракції Руху (1994—1998).
- Член Центрального проводу НРУ (1994—1999).
- Уповноважений представник депутатської фракції Руху у Верховній Раді України, керівник позафракційного депутатського об'єднання «Чорнобиль» (1995—1998).
- Голова Київської обласної організації Руху (1996—1998).
- Координатор міжфракційного парламентського депутатського об'єднання «Європейський вибір» (1997—1998).
- Народний депутат України, обраний за виборчим списком Руху; член депутатських фракцій НРУ та УНР, УНП (1998—2002).
- Член правління Української народної партії (з 1999).
- Керівник позафракційного депутатського об'єднання «Київщина» (1999—2002).
- Організатор (з народним депутатом Є.Жовтяком) та учасник голодівки на Майдані Незалежності в Києві з вимогою створення парламентської комісії з розслідування фальшувань на виборах міського голови Василькова та зловживань голови Київської облдержадміністрації А.Засухи, яка дістала назву «Третій вихід на Майдан» (осінь 2000).
- Народний депутат України, обраний за виборчим списком блоку «Наша Україна»; член депутатської фракцій УНП (2005).
- Депутат Фастівської міської ради Київської обл., обраний за очолюваним ним виборчим списком УНП (2006).
- Заступник голови Української народної партії (2010—2013).

## Державні справи
- Депутат Київської обласної ради, керівник опозиційної меншості (1990—1994).
- Народний депутат України, один з керівників фракції Руху (1994—1998).
- Народний депутат України, секретар парламентського комітету з питань свободи слова та інформації (1998—2002).
- Член Національної ради України з питань телебачення і радіомовлення (2002—2010).
- Заступник голови Національної ради України з питань телебачення і радіомовлення (2003—2005).
- Член Ради та Експертної комісії Міністерства культури і туризму (2003—2009).
- Член Міжвідомчої експертної ради з питань кінематографії (з 2004).
- Голова Національної ради України з питань телебачення і радіомовлення (2005—2009).
- Член Національної комісії з питань свободи слова та розвитку інформаційної галузі при Президентові України (2006—2010).

## Громадська діяльність
- Керівник літературної студії «Вітрила» Київського державного педагогічного інституту ім. О. М. Горького та редактор самвидавного журналу «Водограй» (1972—1975).
- Керівник літературної студії Київського міського Будинку вчителя (1972—1974).
- Організатор екологічних експедицій школярів по малих річках Полісся (1987—1990).
- Засновник газети «У Хвастові» — першого позацензурного видання в м. Фастові на Київщині, що спершу висвітлювала роботу опозиційних депутатів місцевих рад (з 1990).
- Один з організаторів обстеження території м. Фастова на предмет радіоекологічного забруднення внаслідок аварії на ЧАЕС та присвоєння місту статусу зони посиленого радіоекологічного контролю (1990—1991).
- Ініціатор встановлення меморіальної дошки на честь підписання в м. Фастові т. зв. предвступного акту злуки УНР і ЗУНР (залізничний вокзал станції Фастів, 1993), пізніше — один з ініціаторів запровадження державного свята — Дня соборності України (1999).
- Член ради Асоціації фермерів України (1994—1998).
- Заступник голови Київського регіонального комітету захисту прав людини (1994—2000).
- Співголова Центру громадських ініціатив «Інформаційне суспільство» (2002—2003).
- Член правління Комітету захисту свободи слова (з 2002).
- Член ради ГО «Третейський інформаційний суд» (2002—2005).
- Ініціатор та один із засновників Літературно-мистецької премії ім. В.Косовського (2003); дослідник та популяризатор творчості поетів — патріотів України В.Косовського, А.Кравця-Кравченка, Є.Чередниченка (книги «Тризуб»: 1998, 2008).
- Член експертної ради Національної телевізійної премії «Телетріумф» (2003—2010).
- Голова Центру громадських ініціатив «Інформаційне суспільство» (2003—2006, з 2010).
- Член журі Всеукраїнського телерадіофестивалю для дітей та юнацтва «Золоте курча» (2004—2008).
- Голова Оргкомітету Міжнародного дитячого, молодіжного фестивалю аудіовізуальних мистецтв «Кришталеві джерела» (2007—2011), член Оргкомітету «Кришталевих джерел» (з 2003).
- Співзасновник і член правління Міжнародного фонду національної пам'яті України (з 2007).
- Один з ініціаторів спорудження та спонсорів пам'ятника гетьману України І.Мазепі та королю Швеції Карлу ХІІ під Новгородом-Сіверським (2008).
- Ініціатор заснування літературно-мистецької премії «Родина. Ічнянщина. Україна» для обдарованих дітей Ічняннщини та створення «Фонду Віталія Шевченка» для підтримки дитячої творчості (2009).
- Голова Фонду розвитку аудіовізуальних мистецтв «Кришталеві джерела» (з 2009), президент Гранд-клубу міжнародного фестивалю «Кришталеві джерела» (з 2010).
- Член журі міжнародного конкурсу творів про Голодомор «Приз Гарета Джоунза» (з 2011).
- Секретар ради голів та заст. голови правління Об'єднання содових товариств «Русанівський масив», м. Київ (2012—2014).
- Член редакційних рад (редколегій) кількох друкованих видань.
- Голова оргкомітету Літературно-мистецької премії ім. Олекси Стороженка (з 2013).
- Член Комітету з присудження Премії ім. Івана Огієнка (з 2014).
- Співзасновник і член правління Українського центру прямої демократії (2015).
- Співзасновник і член правління Міжнародного фонду Івана Франка (2015).
- Співзасновник і член ради Історико-краєзнавчого товариства «Ічнянщина» (2015).
- Член журі всеукраїнського літературного конкурсу «Шляхами Каменяра» (з 2018 р.).

## Книги
- «З Довженкових криниць», краєзнавче видання (1984, у співавторстві з В. Школьним).
- «Чернігівщина», фотоальбом (1988).
- "З грифом «Таємно», публіцистика (1991).
- «Засекречений Чорнобиль», публіцистика (2007).
- «Корабель Пробачення», повість з малюнками автора (2007).
- «Тризуб» — дослідження, упорядкування та видання творів В.Косовського, А. Кравця-Кравченка, Є. Чередниченка (1998, 2008).
- «Моя вулиця, моя Ічня…», краєзнавче видання (1999).
- «Виборчий кодекс», наукове видання (2003).
- «Реформа виборчого законодавства: від слів до діла», наукове видання (2003, у співавторстві з Є.Жовтяком).
- «Рушникові ранки», поезії (2007).
- «Обнятися з лелеками і плакать…», публіцистика (2008).
- «Спіраль», повість (2009).
- «До волі! Народження Руху», фотохроніка (2009).
- «Жити в цікавий час», фотохроніка (2010).
- «Літератори Ічнянщини. 100 імен; 700 відомих ічнянців: митці, науковці, діячі культури», літературно-мистецьке видання (2012, у співавторстві з Т.Чумак).
- «Причинна проза», оповідання з ілюстраціями автора (2012).
- «Ічнянці в Армії УНР», науково-популярне видання (2013, у співавторстві з В.Моренцем).
- «Енциклопедія Ічнянщини. 10 тисяч статей, довідок, документів, ілюстрацій», науково-популярне видання (2014).
- «Бути!», публіцистика (2014).
- К.Самбурський. «Щоденники. 1918—1928 рр. Гірка українська історія очима псаломщика з Гужівки». (2015, упорядкування і передмова — у співавторстві з В.Моренцем; переклади, коментарі, примітки, покажчики, наукове редагування).
- «Ічнянщина: першоджерела. Історія краю в документах», науково-популярне видання (2017, у співавторстві з М.Терещенком).

## Нагороди, відзнаки
- Переможець районних (на Ічнянщині) олімпіад з географії та української літератури, чемпіон району з легкої атлетики, футболу (1968—1970).
- Найкраща чоловіча роль (Лукаш у «Лісовій пісні» Лесі Українки) на обласному конкурсі-огляді народних театрів та драмколективів Чернігівщини (1971).
- Член збірної Київського педагогічного інституту з легкої атлетики — біг на середні дистанції (1971—1972).
- Переможець всеукраїнської студентської олімпіади з української літератури (1975).
- Переможець літературного конкурсу «Перемагать і жить!» (1989).
- Грамота Верховної Ради України (2000).
- Почесна грамота Верховної Ради України (2003).
- Орденська відзнака «За розбудову телерадіоінформаційного простору України» (2004).
- Орденська відзнака «За заслуги в розвитку інформаційної сфери» (2006).
- Звання «Заслужений журналіст України» (2007).
- Літературно-мистецька премія ім. В.Косовського (2007).
- Почесна відзнака Держкомтелерадіо України «За заслуги в розвитку інформаційної сфери держави» (2007).
- Почесний громадянин м. Фастова (2009).
- Срібний орден «Злагода» Міжнародної конфедерації журналістів за визначний внесок в утвердження ідеалів миру і добросусідства (2009).
- Золота медаль української журналістики (2012).
- Літературно-мистецька премія ім. О.Стороженка (2013).
- Літературна премія ім. С.Васильченка (2014).
- Премія ім. академіка П.Тронька за краєзнавчі твори (2015).
- Літературна премія ім. М.Коцюбинського за книгу «Енциклопедія Ічнянщини. 10 тисяч статей, довідок, документів, ілюстрацій» (2015).
- Міжнародна літературна премія ім. М.Гоголя «Тріумф» за історико-краєзнавчу роботу і низку підготовлених видань (2016).
- Премія ім. І.Огієнка у галузі освіти (2016).
- Почесний громадянин м. Ічні (2016).
- Медаллю Івана Мазепи (2018) — за визначну громадську і патріотичну діяльність, підготовку авторських та колективних історико-краєзнавчих видань про Ічнянщину («Енциклопедія Ічнянщини», «Оживає минувшина», «Літератори Ічнянщини. 100 імен…», «Щоденники Костянтина Самбурського за 1918—1928 роки») та ін.[2]

## Смерть

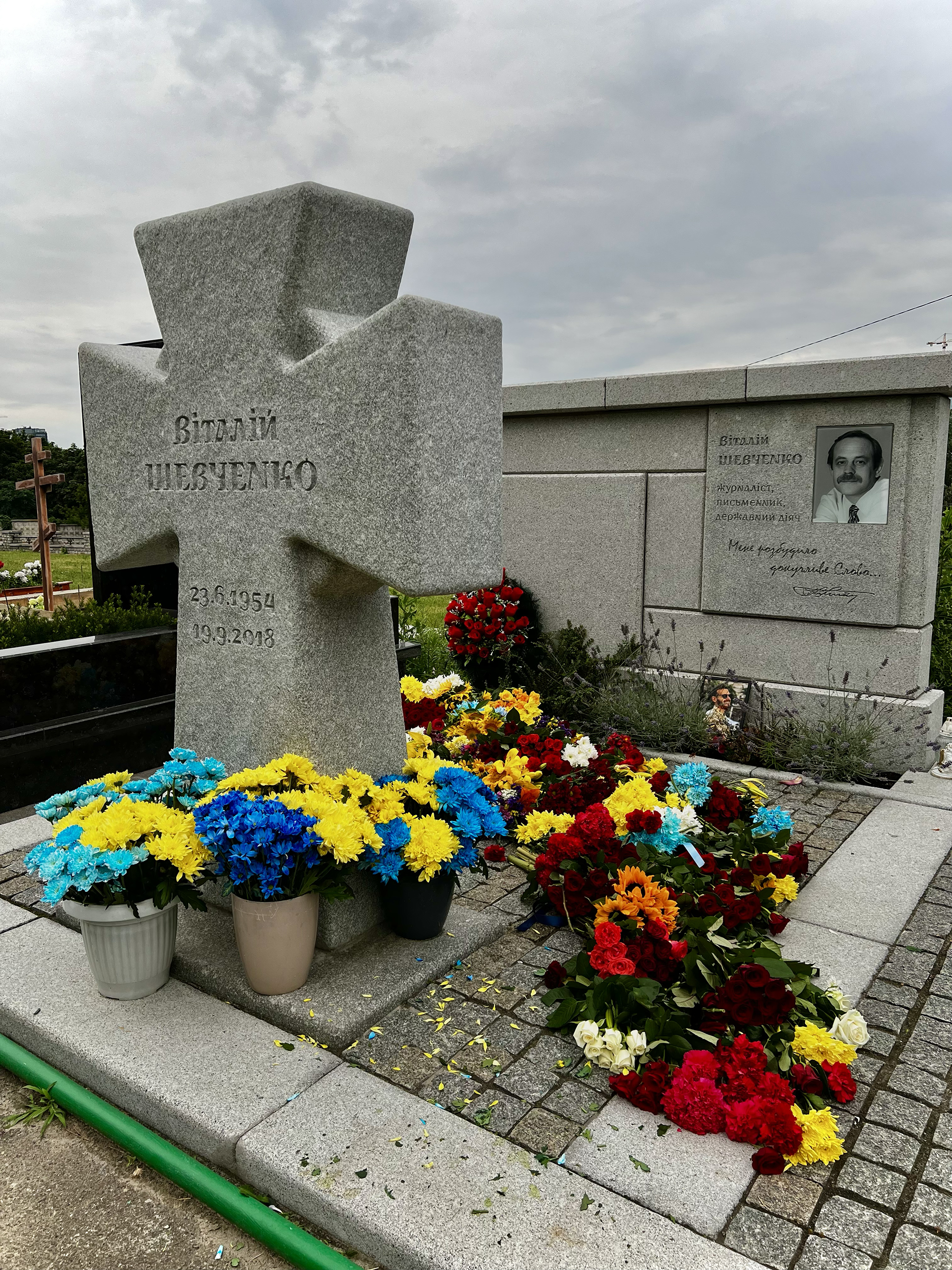
Могила Віталія Шевченка

Помер 19 вересня 2018 року на 65-му році життя у Києві, після важкої хвороби. Похований на Байковому кладовищі.